# Skeleton ai I Giochi olimpici giovanili invernali
Le gare di skeleton dei I Giochi olimpici giovanili invernali di Innsbruck si sono svolte il 21 gennaio 2012 sulla pista Kunsteisbahn Bob-Rodel Igls di Igls, in Austria. Sono state disputate due gare: il singolo femminile e quello maschile.

## Calendario
| Ragazzi | Prove ufficiali | Prove ufficiali | Prove ufficiali | 1ª e 2ª manche | 1 |
| Ragazze | Prove ufficiali | Prove ufficiali | Prove ufficiali | 1ª e 2ª manche | 1 |
| Totale  | Totale          | Totale          | Totale          | 2              | 2 |

## Podi

### Ragazze
| Evento           | Oro                | Tempo | Argento     | Tempo | Bronzo         | Tempo |
| Singolo dettagli | Jacqueline Lölling | 57"43 | Carina Mair | 58"40 | Carli Brockway | 58"48 |

### Ragazzi
| Evento           | Oro                | Tempo   | Argento                | Tempo   | Bronzo        | Tempo   |
| Singolo dettagli | Sebastian Berneker | 1'52"73 | Stefan Richard Geisler | 1'54"70 | Corey Gillies | 1'55"82 |

## Medagliere
| Pos.   | Paese    | Oro | Argento | Bronzo | Totale |
| ------ | -------- | --- | ------- | ------ | ------ |
| 1      | Germania | 2   | 0       | 0      | 2      |
| 2      | Austria  | 0   | 2       | 0      | 2      |
| 3      | Canada   | 0   | 0       | 2      | 2      |
| Totale | Totale   | 2   | 2       | 2      | 6      |